# Nelli Cooman
Cornelli ("Nelli") Antoinette Hariëtte Cooman (nacida 6 de junio de 1964 en Paramaribo) es una atleta neerlandesa de origen surinamés. Ella fue dos veces Campeona Mundial, seis veces Campeona Europea y diecinueve veces campeona nacional de los Países Bajos.
Cooman creció en Surinam, junto con sus cuatro hermanas y un hermano. A la edad de ocho años, su familia se mudó a Róterdam. allí comenzó a jugar fútbol y pronto recibió el sobrenombre de "Señorita Pelé". A la edad de dieciséis, durante una competencia escolar ella mostró ser una muy buena velocista; y así comenzó su carrera en el atletismo. A los tres meses ya competía en los Campeonatos juveniles europeos en Utrecht terminando séptima en la carrera de los 100 metros. Al poco tiempo, marcó un récord de velocidad en la categoría juvenil. A la edad de diecisiete años, ganó la medalla de plata en los Campeonatos Nacionales. Al concluir su escuela secundaria se convirtió en profesional, contratando los servicios de Henk Kraaijenhof como entrenador.
Durante su carrera como atleta profesional desde 1984 a 1995 dos veces se consagró Campeona Mundial de los 60 metros en pista cubierta (1987 en Indianapolis y 1989 en Budapest), y Campeona Europea en seis oportunidades. En el Campeonato Europeo de Atletismo en Pista Cubierta realizado en Madrid en 1986 ganó con una marca de 7.00 segundos, lo que constituyó un récord mundial en ese entonces.
A causa de este logro fue elegida Sportvrouw van het jaar (Deportista femenina más importante del año). Mantuvo su récord mundial hasta febrero de 1992 y su tiempo de 7.00 segundos todavía se mantiene como récord nacional de los 60 metros. Nelli Cooman tomó parte en dos Juegos Olímpicos representando a los Países Bajos; ellos fueron los Juegos Olímpicos de verano de 1988 en Seúl en los 4 x 100 metros con relevos y en los Juegos Olímpicos de verano de 1992 en Barcelona en los 100 metros.

## Logros en competencias Europeas y campeonato mundial de laIAAF
- 1984: 3.ª - EC Götenburgo (60 m)
- 1985: 1.ª - EC Atenas (60 m)
- 1986: 1.ª - EC Madrid (60 m) (récord mundial: 7.00 s)
- 1986: 3.ª - EC Stuttgart (100 m)
- 1987: 1.ª - EC Lievin (60 m)
- 1987: 1.ª - WC Indianapolis (60 m)
- 1988: 1.ª - EC Budapest (60 m)
- 1989: 1.ª - EC La Haya (60 m)
- 1989: 1.ª - WC Budapest (60 m)
- 1990: 3rd - EC Glasgow (60 m)
- 1994: 1st - EC París (60 m)
- 1994: 6th - EC Helsinki (100 m)